# Valérie Degrijse
Valérie Degrijse, née le 12 septembre 1982, est une judokate belge qui évolue dans la catégorie des moins de 57 kg (poids légers). Elle est affiliée au Royal Judo Club Budo de Herstal dans la province de Liège.

## Palmarès
Valérie Degrijse a fait plusieurs podiums dans des tournois internationaux.

Elle a été trois fois championne de Belgique :
| Chpt de Belgique sénior | Chpt de Belgique sénior | 2000 | 2001 | 2002 | 2003 | 2004 | 2005 | 2006 | 2007 | 2008 | 2009 | 2010 | 2011 | 2012 | 2013 |
| ----------------------- | ----------------------- | ---- | ---- | ---- | ---- | ---- | ---- | ---- | ---- | ---- | ---- | ---- | ---- | ---- | ---- |
| poids légers            | -57 kg                  | 1er  | 3e   | 2e   | 3e   | -    | 1er  |      |      |      |      |      |      |      | 1er  |
| mi-moyens               | -63 kg                  |      |      |      |      |      |      | 3e   |      |      |      |      |      |      |      |